# 蔚山城之戰
蔚山城之戰是萬曆朝鮮之役期間由明、朝聯軍發動的攻打蔚山倭城（遺址位於今蔚山廣域市）的失敗戰役。第一次，由於明、朝聯軍重大傷亡，被迫撤退。第二次，由於日軍防禦甚固，明、朝聯軍主動撤退。

## 第一次蔚山城之戰
1597年，日本建造一系列城以防禦。日軍加藤清正部建造蔚山城以作為據點。明、朝聯軍得知後，決定進攻此城。萬曆二十六年（1598年）正月廿九，楊鎬、麻貴率領明軍四萬人，權慄率朝鮮軍一萬一千五百人，第一次攻打蔚山城。此時蔚山城尚有一大部分未建完，不少日軍在城外駐紮，並無防備。明、朝聯軍趁此機會攻之，但被加藤清正率部擊退，日軍以五百餘人的損失退入城中據守。
攻城的明、朝聯軍裝備了神機箭、火車包圍蔚山城，並曾數度發起攻城，但被日軍集中火力擊退。而日軍也傷亡慘重，六百人以上被殺，許多士兵受傷。
在圍攻的第十天，日軍由於饑餓和寒冷，被迫向明、朝聯軍求和。不久，小早川秀秋、毛利秀元、黑田長政等率援軍自西生浦趕來，長宗我部元親也率水軍前來支援。此時援軍兵力以達到一萬三千人，加上城內守軍已逾兩萬。麻貴意識到了事態的嚴重性，為避免局勢進一步惡化，於正月三日再次發起攻城。楊鎬、麻貴親自督戰，陣斬畏縮不前者，但明、朝聯軍士氣已挫。而城中的日軍得知援軍到來後則士氣大振，彈飛如雨，吉川廣家率先突出軍勢突擊並安排分隊截阻部分明、朝鮮軍撤退路線，立花宗茂作為游擊軍也由另一側進行猛烈夾擊，明、朝聯軍被迫向慶州方向撤退。由於撤退匆忙，再加上突如其來的暴雨，明、朝聯軍軍心大亂，日軍毛利秀元、小早川秀秋、黑田長政等又陸續出擊，追擊明軍三十餘里，斬殺明、朝聯軍約一萬餘人。朝鮮方面記載明軍死傷為「天兵是役也, 前後上陳死傷, 通考査報實數, 則死者幾七百, 傷者又三千餘人」「唐軍死者無數, 或云三千, 或云四千」
第一次蔚山城之戰後，宇喜多秀家、毛利秀元、蜂須賀家政等十三將聯名向豐臣秀吉提出放棄蔚山、順天、梁山三個城，但被秀吉拒絕。

## 第二次蔚山城之戰
同年九月廿二，明、朝聯軍再次攻打蔚山倭城。此次明軍方面由麻貴率領，朝鮮軍的統帥則是金應瑞。立花宗茂為援救加藤清正，從釜山率兵前往蔚山，途中将明军诱入假營之内，伏兵突起，联军被打败。廿九日，見城中日軍防禦甚固，聯軍下令撤退。十月初六，到達慶州。

## 腳註
1. ↑  《明史·卷259》： 鎬會總督邢玠、提督麻貴議進兵方略，分四萬人為三協，副將高策將中軍，李如梅將左，李芳春、解生將右，合攻蔚山。
2. ↑  （日語）「日本戦史・朝鮮役」，大日本參謀本部。
3. ↑  'Korea Broadcasting System, "History Special Book Edition vol. 6" - Siege of Ulsan, p. 280'
4. ↑  임진왜란 '울산성 전투도' 사진출력물 기증
5. ↑  （日語）「日本戦史・朝鮮役」，大日本參謀本部
6. ↑  《明史》：“麻貴至蔚山，頗有斬獲，倭僞退誘之。貴入空壘，伏兵起，遂敗。”